# Ivan Bystedt

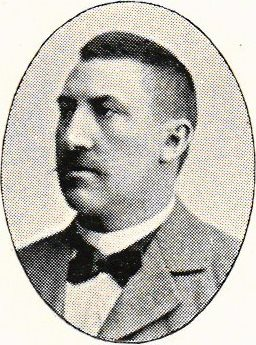
Ivan Bystedt.

Ivan Bystedt, född 9 januari 1857 i Tveta socken, Värmlands län, död 10 juni 1942 i Stockholm, var en svensk psykiater.
Bystedt blev student vid Uppsala universitet 1879, medicine kandidat vid Karolinska institutet i Stockholm 1885 och medicine licentiat där 1891. Han var amanuens vid Stockholms hospital (Konradsberg) 1887–1891, tillförordnad amanuens vid Sabbatsbergs sjukhus kirurgiska avdelning och underläkare vid Katarina sjukhus 1891–1892, biträdande läkare vid Stockholms stads allmänna försörjningsinrättning 1892–1893, läkare vid Solna sjukhem 1893–1895, överläkare vid Stockholms stads upptagningsanstalter för sinnessjuka 1898–1906, tillförordnad läkare vid Stockholms läns upptagningsanstalt för sinnessjuka vid Ulvsunda från 1906, överläkare vid Sankt Eriks sjuk- och vårdhem 1907–1926, läkare vid sinnesslöanstalten Åkeshov från 1917, läkare vid Bagges sjukhem (privatanstalt för sinnessjuka på Kiholms gård) 1911–1926 samt läkare vid provisoriska sinnessjukhuset på Kiholm från 1926. 
Bystedt var tillförordnad järnvägsläkare  i Första distriktet upprepade gånger 1903–1904 och läkare vid postverket i Stockholm 1903–1927. Han var av Medicinalstyrelsen 1901 förordnad att verkställa utredning av antal och vårdbehov av i Stockholm mantalsskrivna sinnessjuka och "idioter". 
Ivan Bystedt var gift med Zelma Hallberg (1871–1945). Makarna är begravna på Norra begravningsplatsen utanför Stockholm.